# Look Busreisen
Die LOOK Busreisen GmbH – „Der vom Niederrhein“ (Eigenschreibweise: LOOK Busreisen) ist ein privater ÖPNV-Anbieter. Er betreibt mehrere Buslinien im Raum Kleve.

## Geschichte
1925 gründete der Klever Willi Look das private Unternehmen Omnibusreisen „Der vom Niederrhein“ Willi Look. Damals wurde ein Linienverkehr zwischen Kleve und der holländischen Grenze in Bimmen eingerichtet. Er wurde später zu einer grenzüberschreitenden Linie bis ins Zentrum des niederländischen Ortes Millingen erweitert. Im Jahre 1998 bezog das Unternehmen ein neues Betriebsgelände in Kleve.
2006 gingen die Omnibusreisen Willi Look in der Die Reisen Hans Wachtendonk GmbH – einer 100%igen Tochtergesellschaft der Niederrheinischen Verkehrsbetriebe (NIAG) – auf. Das fusionierte Unternehmen nennt sich seitdem LOOK Busreisen GmbH – „Der vom Niederrhein“.
Seit 2019 betreibt die LOOK Busreisen GmbH das Liniennetz im Kreis Kleve.

## Linienverzeichnis

### Schnellbus und X-Busse „LOOK“
| Linie | Linienweg                                                             | Taktung | Bemerkungen                                                       |
| ----- | --------------------------------------------------------------------- | ------- | ----------------------------------------------------------------- |
| SB41  | Straelen Venloer Tor – Wachtendonk – Kerken-Nieukerk Bahnhof          | 30/60   | Betrieb durch den Unternehmer „Verhuven Reisen“ aus Xanten        |
| SB42  | Venlo (NL) Station – Herongen – Wachtendonk – Kerken Aldekerk Bahnhof | 60      | Betrieb durch den Unternehmer „Verhuven Reisen“ aus Xanten        |
| X32   | Kleve Bahnhof – Kalkar – Rees Busbahnhof – Empel Rees Bahnhof         | 60      | X-Bus; Betrieb durch den Unternehmer „Verhuven Reisen“ aus Xanten |

Stand: Januar 2024

### Buslinien „LOOK“
| Linie | Linienweg | Taktung      | Bemerkungen |
| ----- | --- | ------------ | --- |
| 7     | Kamp-Lintfort Neues Rathaus – Rheurdt Kirche – Schaephuysen Kirche – Neuk.-Vluyn Vluyner Südring – Moers Bahnhof | 60           | Der Abschnitt Vluyner Südring bis Moers Bahnhof wird nur an Schultagen bedient. Abends und am Wochenende einzelne Leistungen als TaxiBus. Einzelne Entlastungsfahrten im Schülerverkehr mit alternativen Linienläufen (über Neufeld / über Kengen / über Rheurdt Grundschule) |
| 20    | Issum St. Nikolaus Schule – Issum Sevelen Freizeitzentrum                                                        | unregelmäßig | Die Linie verkehrt nur an Schultagen, am Wochenende und in den Ferien kein Linienbetrieb |
| 21    | Issum St. Nikolaus Schule – Issum Kleinholthuysen                                                                | unregelmäßig | Die Linie verkehrt nur an Schultagen, am Wochenende und in den Ferien kein Linienbetrieb |
| 22    | Issum Am Tapp – Issum Huckstraße                                                                                 | unregelmäßig | Die Linie verkehrt nur an Schultagen, am Wochenende und in den Ferien kein Linienbetrieb |
| 27    | Kevelaer – Sonsbeck                                                                                              |              | |
| 31    | Aldekerk Bahnhof – Rheurdt Kirche – Issum Sevelen Markt – Diebels – Geldern Bahnhof                              | 60           | Hauptweg zwischen Rheurdt und Geldern, einzelne Fahrten zu Schultagen von und nach Aldekerk und über Geldern Hartefeld; einzelne Leistungen als TaxiBus. |
| 32    | Moers Bahnhof – Moers Repelen – Kamp-Lintfort Neues Rathaus – Issum Sevelen Markt – Diebels – Geldern Bahnhof    | 60           | Hauptweg zwischen Kamp-Lintfort und Geldern, einzelne Fahrten zu Schultagen von und nach Moers |
| 33    | Straelen – Aldekerk                                                                                              |              | |
| 34    | Straelen-Herongen – Wachtendonk – Aldekerk                                                                       |              | |
| 35    | Geldern Bf – Geldern-Walbeck – Straelen                                                                          |              | |
| 36    | Geldern – Sonsbeck – Xanten                                                                                      |              | |
| 45    | Uedemerbruch – Uedem – Kalkar                                                                                    |              | |
| 46    | Kleve Weißes Tor – Kalkar                                                                                        |              | |
| 47    | Goch – Kalkar – Rees                                                                                             |              | |
| 48    | Kalkar – Grieth – Huisberden                                                                                     |              | |
| 50    | Brienen – Kleve Bf – Materborn – Goch-Nierswalde                                                                 |              | |
| 51    | Bedburg-Hau – Weißes Tor – Kleve Bf – Gewerbegebiet                                                              |              | |
| 52    | Kleve Warbeyen – Kleve Ringschule                                                                                |              | |
| 53    | Geldern – Veert – Wetten – Kevelaer – Kervenheim – Uedem                                                         |              | |
| 54    | Uedem – Kleve |              | |
| 55    | Kleve – Kranenburg                                                                                               |              | |
| 56    | Kleve Bf – Oberstadt – Weißes Tor – Bedburg-Hau                                                                  |              | |
| 57    | Kleve Bf – Materborn                                                                                             |              | |
| 59    | Kleve Bf – Zyfflich – Wyler – Kranenburg                                                                         |              | |
| 60    | Kleve Bf – Millingen aan de Rijn (NL)                                                                            |              | |
| 69    | Geldern Bf – Straelen – Herongen                                                                                 |              | |
| 83    | Wittenberg – Fusternberg – Wesel Bf – Lackhausen                                                                 |              | |
| 86    | Wittenberg – Lauerhaas – Wesel Bf – Flüren – Bislich – Rees                                                      |              | |
| 88    | Rees – Bienen – Praest – Vrasselt – Emmerich                                                                     |              | |
| 90    | Emmerich Bf – Speelberg Kapaunenberg                                                                             |              | |
| 91    | Emmerich Bf – 's-Heerenberg (NL)                                                                                 |              | |
| 93    | Emmerich – Dornick – Praest                                                                                      |              | |
| 94    | Emmerich Bf – Borghees -Hüthum – Elten                                                                           |              | |
| 95    | Rees – Haldern – Wertherbruch – Loikum – Mussum – Bocholt                                                        |              | |
| 97    | Rees – Kleve |              | |
| 063   | Geldern Bf – Straelen – Wachtendonk – Kempen Bf                                                                  |              | |

Stand: Januar 2024

### TaxiBusse „LOOK“
| Linie      | Taktung | Linienweg | Besonderheiten                                       |
| ---------- | ------- | --- | ---------------------------------------------------- |
| TaxiBus 7  | 60      | St. Bernhard Hospital – Rheurdt Kirche – Kengen Brauers – Saelhuysen – Neufeld – Vluyner Platz (- Moers Bahnhof) | Verschiedene Kurse mit unterschiedlichen Linienwegen |
| TaxiBus 31 | 60      | Rheurdt – Saelhuysen – Aldekerk Bahnhof                                                                          |                                                      |
| TaxiBus 36 | 60/120  | Geldern Bahnhof – Kapellen – Sonsbeck – Xanten Bahnhof – Xanten Bahnhofstraße                                    |                                                      |

Stand: Januar 2024

### StadtLinien „LOOK“
| Linie             | Linienweg                                                       |
| ----------------- | --------------------------------------------------------------- |
| SL1               | Geldern Bahnhof – Veert – Lüllingen Markt                       |
| SL2               | Geldern Bahnhof – JVA – Pont                                    |
| SL3               | Lüllingen Markt – St. Luzia Grundschule                         |
| SL4               | Geldern Bahnhof – Kapellen Markt                                |
| SL5               | Geldern Bahnhof – Aengenesch                                    |
| SL6               | Geldern Bahnhof – Vernum – Hartfefeld                           |
| SL7               | Geschwister-Scholl-Schule – St. Martini Schule                  |
| SL8               | Geldern Bahnhof – Veert – Walbeck                               |
| SL9               | Geldern Bahnhof – Krankenhaus – Barbaragebiet – Geldern Bahnhof |
| SL10              | Geldern Bahnhof – Haus Golten – Pont – JVA – Vernum – Hartefeld |
| SL11              | Kessel – Asperden – Goch                                        |
| SL12              | Goch – Boeckelt – Hassum – Hommersum – Viller                   |
| SL13              | Hülm – Goch                                                     |
| SL14              | Goch – Pfalzdorf                                                |
| SL15              | Goch – Nierswalde                                               |
| SL16              | Asperden – Nierswalde – Pfalzdorf                               |
| SL17 AirportLinie | Goch – Hülm – Airport Weeze                                     |
| SL18              | Asperden – Kessel – Viller – Hommersum – Hassum – Boeckelt      |
| SL61              | Brüxken – Herongen – Straelen                                   |
| SL62              | Straelen – Kastanienburg                                        |
| SL63              | Holt / Auwel (-Hetzert / Boekholt-) Straelen                    |
| SL64              | Holt – Hetzert – Straelen                                       |
| SL65              | Boekholt – Straelen                                             |
| SL66              | Broekhuysen – Herongen – Straelen                               |
| SL67              | Straelen – Holt / Vossum – Niersbroek                           |
| SL68              | Kastanienburg – Westerbroek – Holt                              |
| SW1 AirportLinie  | Weeze Bf – Airport – Wemb                                       |

Stand: Januar 2024

## Fuhrparkliste LOOK
| 2414 | KLE-LB 414 | IVECO Crossway LE Line 12M               | 2016 |                                                                            |
| 2415 | WES-O 2415 | IVECO Crossway LE Line 12M               | 2018 |                                                                            |
| 2416 | WES-O 2416 | IVECO Crossway LE Line 12M               | 2018 | abgemeldet und abgerüstet                                                  |
| 2417 | WES-O 2417 | IVECO Crossway LE Line 12M               | 2018 |                                                                            |
| 2418 | WES-O 2418 | IVECO Crossway LE Line 12M               | 2018 |                                                                            |
| 2419 | WES-O 2419 | IVECO Crossway LE Line 12M               | 2018 |                                                                            |
| 2420 | WES-O 2420 | IVECO Crossway LE Line 12M               | 2018 |                                                                            |
| 2421 | WES-O 2421 | IVECO Crossway LE Line 12M               | 2018 |                                                                            |
| 2422 | WES-O 2422 | IVECO Crossway LE Line 12M               | 2018 |                                                                            |
| 2423 | WES-O 2423 | IVECO Crossway LE Line 12M               | 2018 |                                                                            |
| 2424 | WES-O 2424 | IVECO Crossway LE Line 12M               | 2018 |                                                                            |
| 2425 | WES-O 2425 | IVECO Crossway LE Line 12M               | 2018 |                                                                            |
| 2426 | WES-O 2426 | IVECO Crossway LE Line 12M               | 2018 |                                                                            |
| 2427 | WES-O 2427 | IVECO Crossway LE Line 12M               | 2018 |                                                                            |
| 2428 | WES-O 2428 | IVECO Crossway LE Line 12M               | 2018 |                                                                            |
| 2429 | WES-O 2429 | IVECO Crossway LE Line 12M               | 2018 |                                                                            |
| 2430 | WES-O 2430 | IVECO Crossway LE Line 12M               | 2018 |                                                                            |
| 2431 | WES-O 2431 | IVECO Crossway LE Line 12M               | 2018 |                                                                            |
| 2432 | WES-O 2432 | IVECO Crossway LE Line 12M               | 2018 |                                                                            |
| 2433 | WES-O 2433 | IVECO Crossway LE Line 12M               | 2018 |                                                                            |
| 2434 | WES-O 2434 | IVECO Crossway LE Line 12M               | 2019 |                                                                            |
| 2435 | WES-O 2435 | IVECO Crossway LE Line 12M               | 2018 |                                                                            |
| 2436 | WES-O 2436 | IVECO Crossway LE Line 12M               | 2020 |                                                                            |
| 2437 | WES-O 2437 | IVECO Crossway LE Line 12M               | 2020 |                                                                            |
| 2438 | WES-O 2438 | IVECO Crossway LE Line 12M               | 2020 |                                                                            |
| 2439 | WES-O 2439 | IVECO Crossway LE Line 12M               | 2020 |                                                                            |
| 2440 | WES-O 2440 | IVECO Crossway LE Line 12M               | 2020 |                                                                            |
| 2441 | WES-O 2441 | IVECO Crossway LE Line 12M               | 2020 |                                                                            |
| 2442 | WES-O 2442 | IVECO Crossway LE Line 12M               | 2020 |                                                                            |
| 2443 | WES-N 2443 | IVECO Crossway LE Line 12M               | 2021 |                                                                            |
| 2444 | WES-O 2444 | IVECO Crossway LE                        | 2021 |                                                                            |
| 2445 | WES-O 2445 | IVECO Crossway LE                        | 2021 |                                                                            |
| 2446 | WES-O 2446 | IVECO Crossway LE                        | 2021 |                                                                            |
| 2447 | WES-O 2447 | IVECO Crossway LE                        | 2021 |                                                                            |
| 2448 | WES-O 2448 | IVECO Crossway LE                        | 2021 |                                                                            |
| 2449 | WES-O 2449 | IVECO Crossway LE                        | 2021 |                                                                            |
| 2450 | WES-O 2450 | IVECO Crossway LE                        | 2021 |                                                                            |
| 2451 | WES-O 2451 | IVECO Crossway LE                        | 2021 |                                                                            |
| 2452 | WES-O 2452 | IVECO Crossway LE                        | 2021 |                                                                            |
| 1500 | WES-I 1500 | VDL MidCity Electric (MB Sprinter Basis) | 2021 | Elektro(klein)bus                                                          |
| 1600 | KLE-LB 349 | Mercedes-Benz Sprinter City 77           | 2015 |                                                                            |
| 1601 | KLE-LB 618 | Mercedes-Benz Sprinter City 35           | 2013 |                                                                            |
| 1801 | WES-O 1801 | Mercedes-Benz Sprinter                   | 2021 |                                                                            |
| 1901 | WES-O 1901 | Mercedes-Benz Sprinter                   | 2021 |                                                                            |
| 3531 | KLE-RL 671 | Mercedes-Benz O530 Citaro Facelift       | 2012 | ex. Leineweber, fuhren vor dem NIAG-Einsatz im Auftragsverkehr für die DVG |
| 3532 | KLE-RL 654 | Mercedes-Benz O530 Citaro Facelift       | 2010 | ex. Leineweber, fuhren vor dem NIAG-Einsatz im Auftragsverkehr für die DVG |
| 3535 | KLE-RL 673 | Mercedes-Benz O530 Citaro Facelift       | 2011 | ex. Leineweber, fuhren vor dem NIAG-Einsatz im Auftragsverkehr für die DVG |
| 3537 | KLE-RL 675 | Mercedes-Benz Citaro C2                  | 2015 | ex. Leineweber, fuhren vor dem NIAG-Einsatz im Auftragsverkehr für die DVG |
| 3538 | KLE-RL 676 | Mercedes-Benz Citaro C2                  | 2015 | ex. Leineweber, fuhren vor dem NIAG-Einsatz im Auftragsverkehr für die DVG |
| 3539 | KLE-RL 677 | Mercedes-Benz Citaro C2                  | 2015 | ex. Leineweber, fuhren vor dem NIAG-Einsatz im Auftragsverkehr für die DVG |
| 3541 | KLE-RL 678 | Mercedes-Benz Citaro C2                  | 2016 | ex. Leineweber, fuhren vor dem NIAG-Einsatz im Auftragsverkehr für die DVG |
| 3542 | KLE-RL 679 | Mercedes-Benz Citaro C2                  | 2016 | ex. Leineweber, fuhren vor dem NIAG-Einsatz im Auftragsverkehr für die DVG |
| 3543 | KLE-RL 681 | Mercedes-Benz Citaro C2                  | 2016 | ex. Leineweber, fuhren vor dem NIAG-Einsatz im Auftragsverkehr für die DVG |
| 3592 | KLE-LB 420 | Mercedes-Benz Citaro C2                  | 2013 |                                                                            |
| 3593 | KLE-LB 421 | Mercedes-Benz Citaro C2                  | 2013 |                                                                            |
| 3594 | KLE-LB 422 | Mercedes-Benz Citaro C2                  | 2013 |                                                                            |
| 3711 | WES-O 3711 | Mercedes-Benz Citaro C2                  | 2014 | ex Gschwindl, fuhren vor dem NIAG-Einsatz im Auftragsverkehr für die DVG   |
| 3712 | WES-O 3712 | Mercedes-Benz Citaro C2                  | 2014 | ex Gschwindl, fuhren vor dem NIAG-Einsatz im Auftragsverkehr für die DVG   |
| 3713 | WES-O 3713 | Mercedes-Benz Citaro C2                  | 2014 | ex Gschwindl, fuhren vor dem NIAG-Einsatz im Auftragsverkehr für die DVG   |
| 3714 | WES-O 3714 | Mercedes-Benz Citaro C2                  | 2014 | ex Gschwindl, fuhren vor dem NIAG-Einsatz im Auftragsverkehr für die DVG   |
| 3715 | WES-O 3715 | Mercedes-Benz Citaro C2                  | 2014 | ex Gschwindl, fuhren vor dem NIAG-Einsatz im Auftragsverkehr für die DVG   |
| 5501 | KLE-LB 601 | MAN A21 Lion’s City NL283                | 2011 |                                                                            |
| 5502 | KLE-LB 614 | MAN A21 Lion’s City NL283                | 2011 |                                                                            |
| 5503 | KLE-LB 617 | MAN A21 Lion’s City NL283                | 2011 | abgerüstet und abgemeldet                                                  |
| 5504 | KLE-LB 631 | MAN A21 Lion’s City NL283                | 2011 |                                                                            |
| 5505 | KLE-LB 632 | MAN A21 Lion’s City NL283                | 2011 |                                                                            |
| 5506 | KLE-LB 633 | MAN A21 Lion’s City NL283                | 2011 |                                                                            |
| 5551 | KLE-LB 613 | MAN A21 Lion’s City NL283                | 2012 |                                                                            |
| 5552 | KLE-LB 620 | MAN A21 Lion’s City NL283                | 2012 |                                                                            |
| 5706 | WES-O 5706 | MAN A21 Lion’s City NL323                | 2014 | ex Dr. Richard, fuhren vor dem NIAG-Einsatz im Auftragsverkehr für die DVG |
| 5707 | WES-O 5707 | MAN A21 Lion’s City NL323                | 2014 | ex Dr. Richard, fuhren vor dem NIAG-Einsatz im Auftragsverkehr für die DVG |
| 5708 | WES-O 5708 | MAN A21 Lion’s City NL323                | 2014 | ex Dr. Richard, fuhren vor dem NIAG-Einsatz im Auftragsverkehr für die DVG |
| 5709 | WES-O 5709 | MAN A21 Lion’s City NL323                | 2014 | ex Dr. Richard, fuhren vor dem NIAG-Einsatz im Auftragsverkehr für die DVG |
| 5803 | KLE-LB 921 | MAN A40 Lion’s City GL NG323             | 2015 |                                                                            |
| 5804 | KLE-LB 922 | MAN A40 Lion’s City GL NG323             | 2015 |                                                                            |
| 5805 | KLE-LB 923 | MAN A40 Lion’s City GL NG323             | 2015 |                                                                            |
| 5806 | KLE-LB 924 | MAN A40 Lion’s City GL NG323             | 2015 |                                                                            |
| 5810 | WES-O 5810 | MAN A40 Lion’s City GL NG323             | 2019 |                                                                            |
| 5811 | WES-O 5811 | MAN A40 Lion’s City GL NG323             | 2019 |                                                                            |
| 5812 | WES-O 5812 | MAN A40 Lion’s City GL NG323             | 2019 |                                                                            |
| 5813 | WES-O 5813 | MAN A40 Lion’s City GL NG323             | 2020 |                                                                            |
| 5814 | WES-O 5814 | MAN A40 Lion’s City GL NG323             | 2020 |                                                                            |
| 5815 | WES-O 5815 | MAN 19C Lion’s City NG330 Hybrid         | 2021 |                                                                            |
| 5816 | WES-O 5816 | MAN 19C Lion’s City NG330 Hybrid         | 2021 |                                                                            |
| 5817 | WES-O 5817 | MAN 19C Lion’s City NG330 Hybrid         | 2021 |                                                                            |
| 5818 | WES-O 5818 | MAN 19C Lion’s City NG330 Hybrid         | 2021 |                                                                            |
| 5819 | WES-O 5819 | MAN 19C Lion’s City NG330 Hybrid         | 2021 |                                                                            |
| 5820 | WES-O 5820 | MAN 19C Lion’s City NG330 Hybrid         | 2021 |                                                                            |